# 화양리 동안

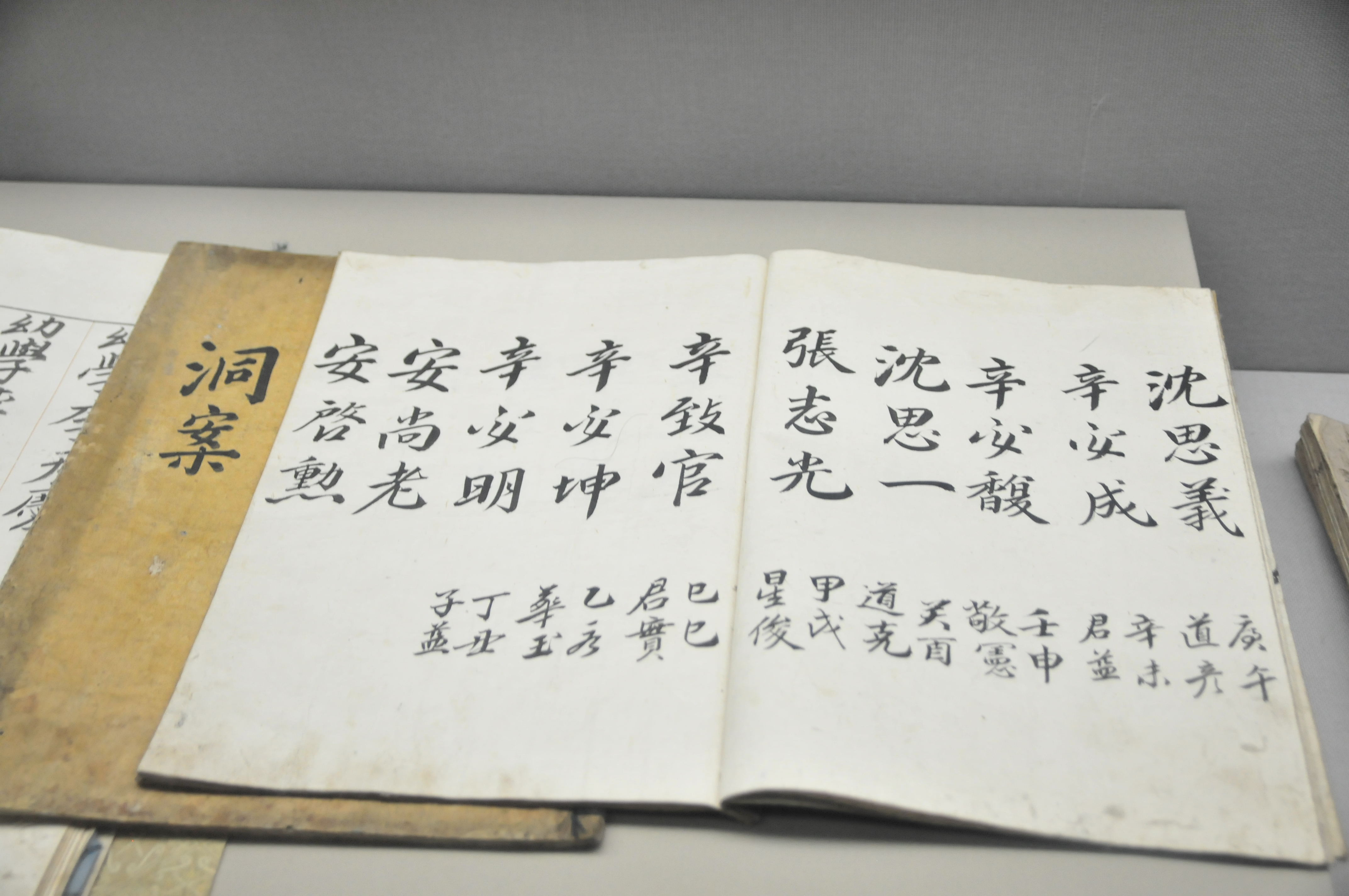
경상남도 유형문화재 제415호

의령 화양리 동안은 조선시대의 문화유산으로 경상남도 유형문화재 제415호로 지정되어있다.
의령 화양리지역에서 1646년부터 1956년까지, 총310년간 동안에 참여한 지도층 인사들의 명부이다.
의령 화양리 동안은 경상남도 의령군 화정면 화정로 967-26(화양리 721)에 소재하고 있으며 모두 28책으로 이루어져 있다.